# Gerard van Vliet
Gerard Leendert van Vliet (nascido em 26 de fevereiro de 1964) é um ex-ciclista arubiano.

## Olimpíadas
Participou, representando o território holandês, Aruba, dos Jogos Olímpicos de Verão de 1992.